# Ткаченко, Пётр Григорьевич
Пётр Григо́рьевич Ткаче́нко (род. 1915, Горловка, Екатеринославская губерния) — советский футболист, защитник.
Выступал за команду «Угольщики»/«Стахановец»/«Шахтёр» Сталино (1936—1937, 1945—1947) и клубы Ташкента «Динамо» (1939—1940) и ДО (1950—1953).
Полуфиналист Кубка СССР 1939 года.